# Al Cohn
Al Cohn (24. listopadu 1925 New York City, New York, USA – 15. února 1988 Stroudsburg, Pensylvánie, USA) byl americký jazzový saxofonista, hudební skladatel a aranžér. Ve čtyřicátých letech byl členem skupiny klarinetisty Woodyho Hermana, kde s ním hrál i Zoot Sims. V roce 1959 spolu se Simsem doprovázel básníka Jacka Kerouaca na jeho album Blues and Haikus. Mimo dlouholeté spolupráce se Simsem vydal několik alb pod svým jménem a hrál i na albech jiných interpretů, mezi něž patřili Lalo Schifrin, kytarista Mundell Lowe nebo kontrabasista Trigger Alpert. Zemřel na rakovinu jater ve věku 62 let.